# Filippo Acunzo
Filippo Acunzo (* 1835; † 4. Juli 1867 in Cerignola) war ein italienischer Fagottist, Dirigent und Komponist, der in der Mitte des 19. Jahrhunderts in Italien tätig war.

## Leben

### Frühe Jahre und musikalische Ausbildung sowie Solistische Erfolge und Zusammenarbeit mit Francesco Cappa
Filippo Acunzo wurde am 3. Dezember 1850 in die Fagottklasse Luigi Caccavajos (1825–1910) am von Saverio Mercadante geleiteten Conservatorio San Pietro a Majella in Neapel aufgenommen. Er war sehr begabt und als Solist geschätzt. Der Komponist Francesco Cappa schrieb unter anderem zwei Fantasien für Fagott und Orchester bei deren Aufführungen Acunzo das Solofagott spielte. Am 2. Februar 1854 wurde die Fantasia per fagotto su vari pensieri del Trovatore del Maestro Giuseppe Verdi [Fantasie für Fagott über verschiedene Gedanken aus Il Trovatore von Giuseppe Verdi] aufgeführt. 2016 wurde sie unter der Leitung von Riccardo Muti und dem Solisten David McGill, ersten Gagottisten des Chicago Symphony Orchestra, mit dem Orchestra Giovanile Luigi Cherubini wiederaufgeführt. 1855 folgte im Teatro del Real Collegio di Musica die Fantasia per Fagotto su vari pensieri del Rigoletto del Maestro Giuseppe Verdi.

### Leitung der Banda von Cerignola und Tragisches Ende
Am 14. Februar 1857 übernahm Acunzo die Leitung der Banda von Cerignola, die ab 1885 von Pietro Mascagni geleitet wurde. Zunächst war er mit einem Dreijahresvertrag ausgestattet. Da man mit seiner Arbeit sehr zufrieden wurde die Vertragsdauer im Mai 1859 auf neun Jahre ausgedehnt. Zehn Jahre später starb er im Alter von 32 Jahren wie seine vierjährige Tochter an Cholera.

## Werke (Auswahl)
- Il pittore d'un morto vivo, Farce, aufgeführt in Trani im Februar 1867[6]
- Cantata per Monacazione Tu che di etereo foco I nuovi aromi accendi[7]
- Il venerdì Santo[8]
- Litanie lauretane [Lauretanische Litanei], Sancta Maria ora pro nobis für Sopran, Bass und Orgel. in G-Dur[9]
- Messe für zwei Soprane, Bass und Orgel g-moll[10]
- Salve Regina, Madre pietosa G-Dur[11] Das Werk wurde für das Patroziniumsfest der Chiesa della Beata Vergine del Monte Carmelo in Cerignola komponiert.